# Paul Cress
Paul H. Cress (1939 — 20 de agosto de 2004) foi um cientista da computação canadense.
Foi lecturer de ciência da computação na Universidade de Waterloo quando em 1966 liderou, com seu colega Paul Dirksen, uma equipe de programadores que desenvolveu um compilador em linguagem de programação Fortran denominado WATFOR (WATerloo FORtran)]], para o IBM System/360. O projeto /360 WATFOR foi iniciado pelo professor James Wesley Graham, em sequência ao sucesso da implementação em 1965 de um compilador WATFOR para o computador IBM 7040. Uma versão melhorada do compilador /360 WATFOR foi denominada WATFIV (WATerloo Fortran IV).
WATFOR e WATFIV tornaram a programação Fortran acessível em ambientes universitários, tornando-se a Universidade de Waterloo em um centro de pesquisas em computação. Em 1972 Cress ae Dirksen foram laureados com o Prêmio Grace Murray Hopper da Association for Computing Machinery, "pela criação do compilador WATFOR, o poderoso membro de uma nova família de ferramentas de diagnóstico e educativa."

## Publicações
- Paul Cress; Paul Dirksen; James Wesley Graham (1968). FORTRAN IV with WATFOR. [S.l.]: Prentice-Hall
- Paul Cress (1968). Description of /360 WATFOR: a fortran-IV compiler. [S.l.]: Dept. of Applied Analysis and Computer Science, Computing Centre, University of Waterloo
- Paul Cress; Paul Dirksen; James Wesley Graham (1970). FORTRAN IV with WATFOR and WATFIV. [S.l.]: Prentice-Hall
- Paul Cress; Paul Dirksen; James Wesley Graham (1 de janeiro de 1980). Structured FORTRAN with WATFIV-S. [S.l.]: Prentice-Hall. ISBN 978-0-13-854752-3